# جوردن كوكس
جوردن كوكس (بالإنجليزية: Jordan Cox)‏ هو لاعب كرة مضرب أمريكي، ولد في 7 يناير 1992 في ميامي في الولايات المتحدة.

## وصلات خارجية
- جوردن كوكس على موقع رابطة محترفي التنس (الإنجليزية)
- جوردن كوكس على موقع الاتحاد الدولي لكرة المضرب (الإنجليزية)
- جوردن كوكس على موقع خلاصة التنس.كوم (الإنجليزية)
- جوردن كوكس على موقع إي إس بي إن.كوم (الإنجليزية)